# Кондратьєв В'ячеслав Леонідович
В'ячесла́в Леоні́дович Кондра́тьєв (1920—1993) — російський письменник радянського періоду.

## Біографія
Народився 30 жовтня 1920 року в Полтаві в родині інженера-шляховика. Російська. У 1922 році сім'я переїхала в Москву. З першого курсу МАРХИ в 1939 році був призваний до РККА Дзержинським РВК р. Москви. Проходив службу в залізничних військах на Далекому Сході.

## Німецько-совєцька війна
У грудні 1941 року направлений на фронт. У 1942 році 132-а стрілецька бригада, у складі якої воював Кондратьєв, вела важкі бої під Ржевом. Помічник командира взводу окремого стрілецького батальйону, сержант Кондратьєв наказом НД 30-ї армії Калінінського фронту №: 12/н від: 26.04.1942 року був нагороджений медаллю «За відвагу» за те, що 7 квітня 1942 року в бою за село Овсянниково після загибелі командира взводу під ураганним вогнем противника підняв бійців в атаку. Згідно з нагородного листа, в цьому бою особисто Кондратьєвим зі стрілецької зброї було знищено 12 німецьких солдатів, а кидком гранати він вивів з ладу станковий кулемет противника. Пізніше був поранений.
Після відпустки, отриманого поранення, спрямований у залізничні війська. Був повторно і важко поранений. У госпіталі пробув на лікуванні півроку, комісований з інвалідністю. Молодший лейтенант.

## Після війни
У 1958 році закінчив Московський поліграфічний інститут. Тривалий час працював художником-оформлювачем.
Писав з початку 1950-х, але вперше опублікувався тільки у віці 59 років. Першу повість — «Сашка» — опублікував у лютому 1979 року в журналі «Дружба народів». У 1980 році в журналі «Прапор» були надруковані оповідання «День Перемоги в Чернова», повісті «Борькины шляхи-дороги» і «Відпустку по пораненню».
У 1985 році нагороджений орденом Вітчизняної війни 1-го ступеня.
Письменник жив у Москві. Складався в СП СРСР (1980), обирався членом правління (1986—1991), співголовою (1993); був членом Російського ПЕН-центру, з травня 1993 президентом АТ «Будинок Ростових».
Ст. Л. Кондратьєв покінчив із собою 23 вересня 1993 року. Похований в Москві на Кунцевському кладовищі.

## Екранізації
- Сашка (1981)
- Привіт з фронту (1983)
- Бризки шампанського (1988)

## Нагороди
- орден Вітчизняної війни I ступеня (6.4.1985)
- медаль «За відвагу» (26.4.1942)
- медаль "За перемогу над Німеччиною у Великій Вітчизняній війні 1941—1945 рр .. "

## Премії
- премія журналу «Дружба народів» (1979)
- премія Московського комсомолу (1980)
- премія «Літературної газети» (1989)